# Liste der Monuments historiques in Puyravault (Vendée)
Die Liste der Monuments historiques in Puyravault (Vendée) führt die Monuments historiques in der französischen Gemeinde Puyravault auf.

## Liste der Bauwerke
| Bezeichnung                       | Beschreibung              | Standort                    | Kennzeichnung | Schutzstatus | Datum | Bild           |
| --------------------------------- | ------------------------- | --------------------------- | ------------- | ------------ | ----- | -------------- |
| Kirche Notre-Dame-de-l’Assomption | Erbaut im 12. Jahrhundert | (Lage)                      | PA00110308    | Inscrit      | 1991  | weitere Bilder |
| Maison du Temple                  |                           | 3, rue des Templiers (Lage) | PA85000020    | Inscrit      | 2004  |                |

## Liste der Objekte
| Bezeichnung | Beschreibung          | Standort                                        | Kennzeichnung | Schutzstatus | Datum | Bild |
| ----------- | --------------------- | ----------------------------------------------- | ------------- | ------------ | ----- | ---- |
| Glocke      | Bronze, 1743 gegossen | in der Kirche Notre-Dame-de-l’Assomption (Lage) | PM44000001    | Classé       | 1943  |      |